# Япония на летних Олимпийских играх 1920
Япония принимала участие в Летних Олимпийских играх 1920 года в Антверпене (Бельгия) во второй раз за свою историю, и завоевала 2 серебряных медали. Сборная страны состояла из 15 спортсменов (все — мужчины), которые приняли участие в соревнованиях по теннису, лёгкой атлетике, плаванию и прыжкам в воду.

## Медалисты
| Медаль  | Спортсмен                   | Вид спорта | Дисциплина                |
| ------- | --------------------------- | ---------- | ------------------------- |
| Серебро | Ития Кумагаэ                | Теннис     | Мужчины, одиночный разряд |
| Серебро | Ития Кумагаэ Сэйитиро Касио | Теннис     | Мужчины, парный разряд    |